# Borneobronzemannetje
Het borneobronzemannetje (Lonchura fuscans) is een kleine zangvogel uit de familie van de prachtvinken (Estrildidae). Het is een endemische vogelsoort van Borneo.

## Kenmerken
Het borneobronzemannetje is 10 cm lang. De vogel lijkt een beetje op de kastanjenon, die overigens veel algemener is in het gebied waar ze samen voorkomen. Dit bronzemannetje is egaal donkerbruin met lichtokere kleine streepjes in het hele verenkleed. Het vrouwtje is geheel bruin, op de borst licht okerbruin en van boven donkerder bruin, met een lichte stuit. Het staartje is donkerder bruin. Opvallend is de forse snavel, waarvan de ondersnavel licht grijsblauw is.

## Verspreiding en leefgebied
Het borneobronzemannetje komt alleen voor op Borneo. Het leefgebied bestaat uit gebieden met gras, dus graslanden, rijstvelden, plantsoenen, tuinen en golfbanen. Het is de meest voorkomende endemische vogelsoort op Borneo. Hoewel de vogel schuwer is dan de kastanjenon, is het een plaatselijk talrijk voorkomende vogel die gehaat wordt door rijstboeren omdat ze zich massaal storten op rijpend rijst.

## Status
Het borneobronzemannetje heeft een enorm groot verspreidingsgebied over het gehele eiland en daardoor is de kans op de status kwetsbaar (voor uitsterven) uiterst gering. De grootte van de populatie is niet gekwantificeerd, maar er de aantallen zijn stabiel. Om die redenen staat het borneobronzemannetje als niet bedreigd op de Rode Lijst van de IUCN.